# Alpaida lubinae
Alpaida lubinae là một loài nhện trong họ Araneidae.
Loài này thuộc chi Alpaida. Alpaida lubinae được Herbert Walter Levi miêu tả năm 1988.